# Odjednom 70
Odjednom 70 (njemački: Plötzlich 70!) njemačka je cjelovečernja romantična komedija iz 2012. godine. Glavne uloge tumače njemačka pjevačica Yvonne Catterfeld i glumci Steffen Groth i Ursela Monn. Režiju filma potpisuje Matthias Steurer, autor Žetve ljubavi i brojnih romantičnih komedija.

## Radnja
Privlačna i ambiciozna Melanie Müller (Yvonne Catterfeld) daje sve od sebe kako bi izgradila karijeru u svijetu modnog dizajna. Opsjednutost poslovnim uspjehom ozbiljno je naštetila vezi s njenim dečkom, Markom (Steffen Groth), koji tvrdi da je Melanie stalno umorna i bez energije. Kako bi dokazala Marku da sve nije toliko strašno Melanie odluči provesti dan u sauni gdje se podvrgne neobičnom tretmanu, koji ju iznenada pretvori u 70-godišnju staricu. 

## Snimanje i gledanost
Snimanje uvodnih scena i filmskog sažetka održano je 15. rujna 2011. u studiju televizijske kuće Sat.1 pod naslovom Forever Old (Zauvijek stari) s Yvonne Catterfeld u glavnoj ulozi. Ostatak filma sniman je u razdoblju između 19. rujna i 17. listopada 2011. na području Ludwigsburga i u Stuttgartu.
Puna dva tjedna tijekom snimanja filma, Catterfield je morala nositi masku sedamdesetogodišnjakinje.
Prvo televizijsko prikazivanje filma odvilo se na kanalu Sat.1 7. veljače 2012. te ga je pratilo 3,77 milijuna gledatelja.
Na francuskom tržištu film je prvi puta prikazan 7. siječnja 2013. pod nazivom Rien ne sert de courir. U Mađarskoj je prikazivan pod naslovom Hirtelen 70!.

## Kritike
Njemačka Enciklopedija međunarodnog filma film je ocijenila »plitkom inačicom romantčne komedije građene na suprotnosti ismeđu mladosti i starosti, ali istovremeno dobrim prikazom zanemarivanja ljubavnog života pred zahtjevima posla«.
Filmski časopis Prizma usporedio je ljubavnu tematiku s američim filmom Big Toma Hanksa, a kvalitetu snimanja s domaćom povijesnom dramom Naposljetku nada, hvaleći ulogu Yvonne Catterfeld sa staračkom maskom i dajući filmu tri od pet zvjezdica.